# Dance Central
Dance Central ist ein Tanzspiel für die Konsole Xbox 360, das von Harmonix (den Machern von Guitar Hero und Rock Band) entwickelt und 2010 von Microsoft und MTV-Games veröffentlicht wurde. Es erschien gleichzeitig mit Kinect.

## Gameplay
Die Steuerung des Spiels erfolgt via Kinectsensor. Man hat dabei keinerlei Controller in der Hand, sondern steuert die Spielfigur allein durch Nachahmung der angezeigten Tänzer. Je nachdem wie gut man die Tänze nachahmen kann, wird angezeigt, ob man den vorangegangenen "Move" z. B. "perfect" getanzt hat. Neben dem einfarbigen Spiegelbild, durch das man seine eigenen Bewegungen ähnlich wie in einem Spiegel verfolgen kann, wird man durch einen der acht Tänzer des Spieles dargestellt. 
Hauptcharaktere
- Emilia
- Miss Aubrey
- Dare
- Taye
- Angel
- Mo
- Maccoy
- Oblio

Freischaltbare Charaktere
- Ttiw Tolrep (auch bekannt als Shinju in späteren Spielen)
- ELIOT
- Street Legal (auch bekannt als Oblio)
- Mo'Original (auch bekannt als Mo)

## Soundtrack
Die 32 Songs, die auf der Disc bereits enthalten sind, stammen alle aus den Charts von den 1970er bis in die 2000er Jahre. Zusätzlich kann man bis zu 32 weitere Songs als DLC kaufen. Diese Songs sind aufwärtskompatibel mit Dance Central 2 und 3.